# 北村真
北村 真（きたむら まこと、1979年〈昭和54年〉11月10日 - ）は日本の政治家。北海道芦別市長（1期）。北海道出身。

## 来歴
芦別市出身。2002年（平成14年）日本大学工学部卒。卒業後は株式会社北村商店に勤務する。2015年（平成27年）芦別市議会議員選挙に出馬し初当選。以降3期連続当選。2023年（令和5年）5月10日に同市議会議長に就任した。2024年（令和6年）12月6日、市長選への立候補の意向を表明した。2025年（令和7年）1月7日、議長在職中のまま市議を辞職した。同月14日に立候補を正式に表明した。一部市民から稲津久が立候補要請されていたが、結局立候補しなかった。結局、選挙戦にはならず、無投票で初当選を果たした。当選後のインタビューでは、「人口減少、少子高齢化が一番の課題だ。子育て世代の支援や子供たちの教育の充実、商工業の振興などに取り組み、市民が実感できる成果を求めてゆきたい」と話した。2月26日に就任した。